# جائزة إيطاليا الكبرى 2015
جائزة إيطاليا الكبرى 2015 (بالإنجليزية: 2015 Italian Grand Prix)‏ هو سباق فورمولا 1 أقيم بتاريخ 6 سبتمبر 2015 في حلبة مونزا، إيطاليا. كان الثاني عشر من أصل 19 في بطولة العالم لسباقات الفورمولا واحد موسم 2015.